# Oroscopa privigna
Oroscopa privigna är en fjärilsart som beskrevs av Heinrich Benno Möschler 1880. Oroscopa privigna ingår i släktet Oroscopa och familjen nattflyn. Inga underarter finns listade i Catalogue of Life.